# Wally Schneider
Wally Schneider (* 20. Oktober 1959) ist eine Volksmusikantin und Sängerin aus Koppigen im Schweizer Kanton Bern.

## Leben
Wally Schneider erlernte das Schwyzerörgelispiel mit 26 Jahren. 4½ Jahre spielte sie Schwyzerörgeli im Schwyzerörgeli-Quartett von Hans Dysli. Von anfangs 1998 bis Ende 2011 war sie mit dem Schwyzerörgeli und der Gitarre Mitglied der Kapelle Bumerang unter der Leitung von Martin Schütz.
Von Oktober 2012 bis 2021 war sie auch mit dem Duo "Wally & Stefan's Happysound" und mit dem Trio "Die Alpenprinzen" unterwegs.
Seit Januar 2012 steht sie als Solosängerin auf der Bühne, aber auch zusammen mit dem "Rothorn-Sextett" (Gesang), dem "Quartett Walti + Annamarie Binggeli-Werner Amstutz-Wally Schneider" (Schwyzerörgeli, Gitarre, Gesang) und Solo auch immer wieder bei neuen Projekten.

## CD-Produktionen

### Mit Martin Schütz
- "Martin Schütz & Wally"

### Mit BUMERANG
- "Sälüüü", "Merksch öppis ?"
- "Wer hat an der Uhr gedreht ?"
- "Fromage Suisse"
- "Am Louberhorn-Renne"
- "Omama & Opapa" (Single)
- "DVD "10 Jahre BUMERANG"

### Solo
- "Wenn ig e Ängu wär" (2011 - 20 Titel)
- "Gib mir mein Herz zurück"  (2014 - 21 Titel)
- "Momänte"  (2018 – Doppel-CD mit 38 Titel)
- "Heute hab' ich gute Laune"  (Maxi-Single mit 5 Titel)
- "Du bisch wie Du bisch"  (Single)

### Sonstige
- "Ski-Plausch" (Kupplung mit 2 Lieder von Wally & diversen Ländlerstücken)

## Mitwirkung Radio/TV (mit BUMERANG und Wally solo)
TeleBärn Musigstubete, Samschtig-Jass, Hopp de Bäse, Bsuech in Murten, TV U1, Alpenwelle TV, Startreff unterwegs, Rega-Sense-TV, SRF 1 Musikwelle, Volksmusikbrunch, Zoogä-n-am-Boogä, Hafenkonzert Friedrichshafen, Rock'n Roll und Edelweiss, Radio Fribourg, Radio BEO,TV musig24.